# Eucalyptus paniculata
Eucalyptus paniculata ist eine Pflanzenart innerhalb der Familie der Myrtengewächse (Myrtaceae). Sie kommt am mittleren und nördlichen Küstenabschnitt von New South Wales vor und wird dort „Grey Ironbark“ genannt.

## Beschreibung

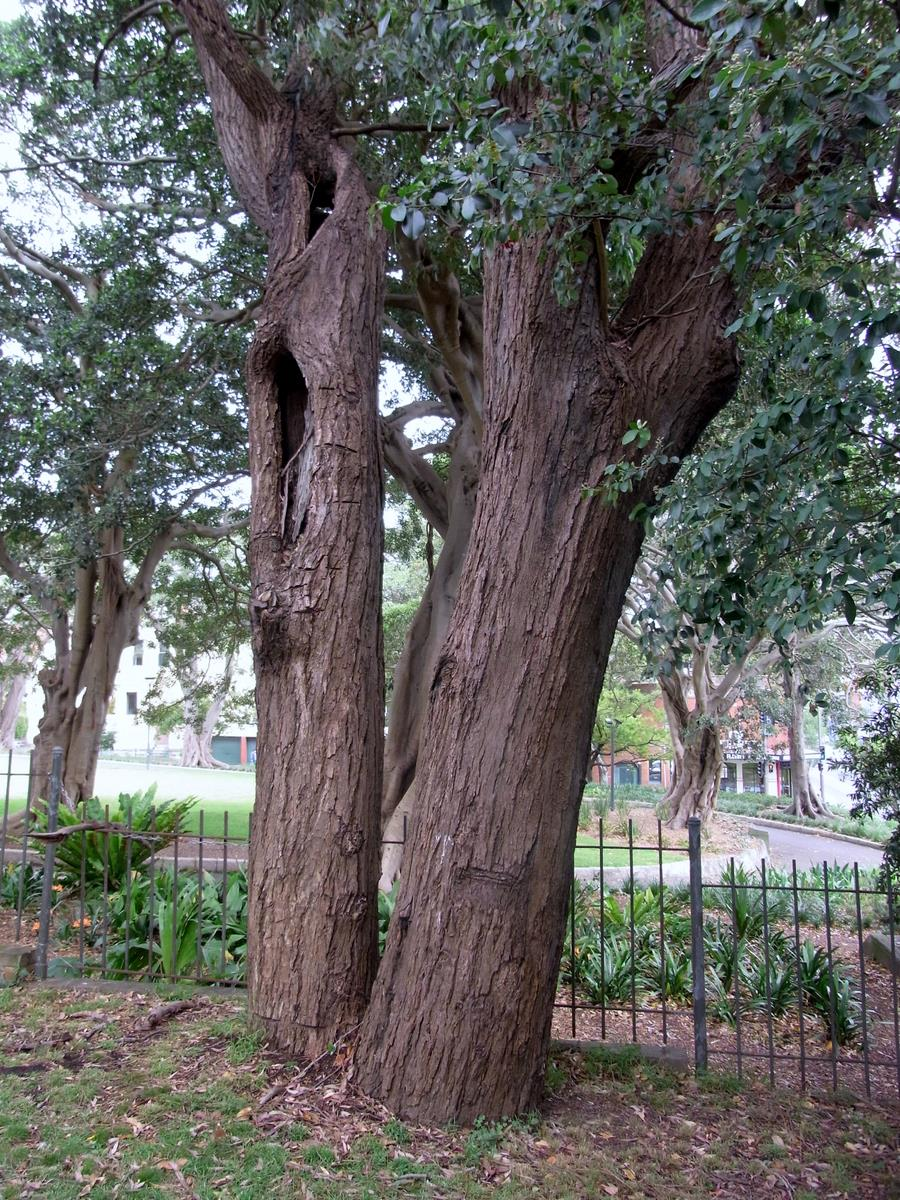
Stamm und Borke

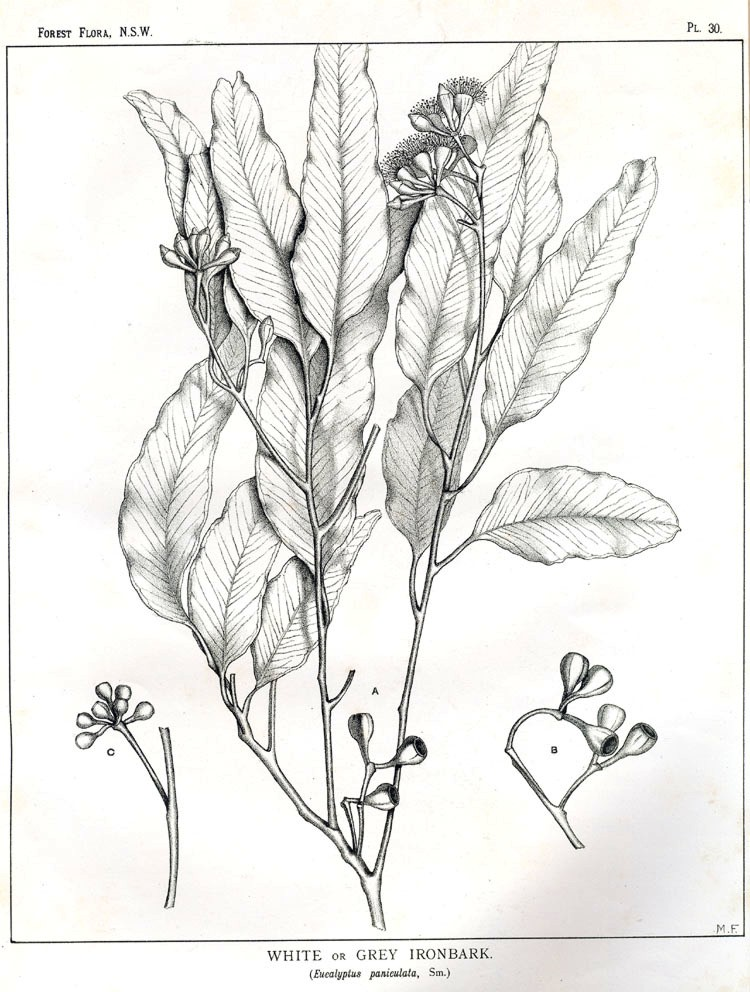
Laubblätter, Blütenstände und Früchte

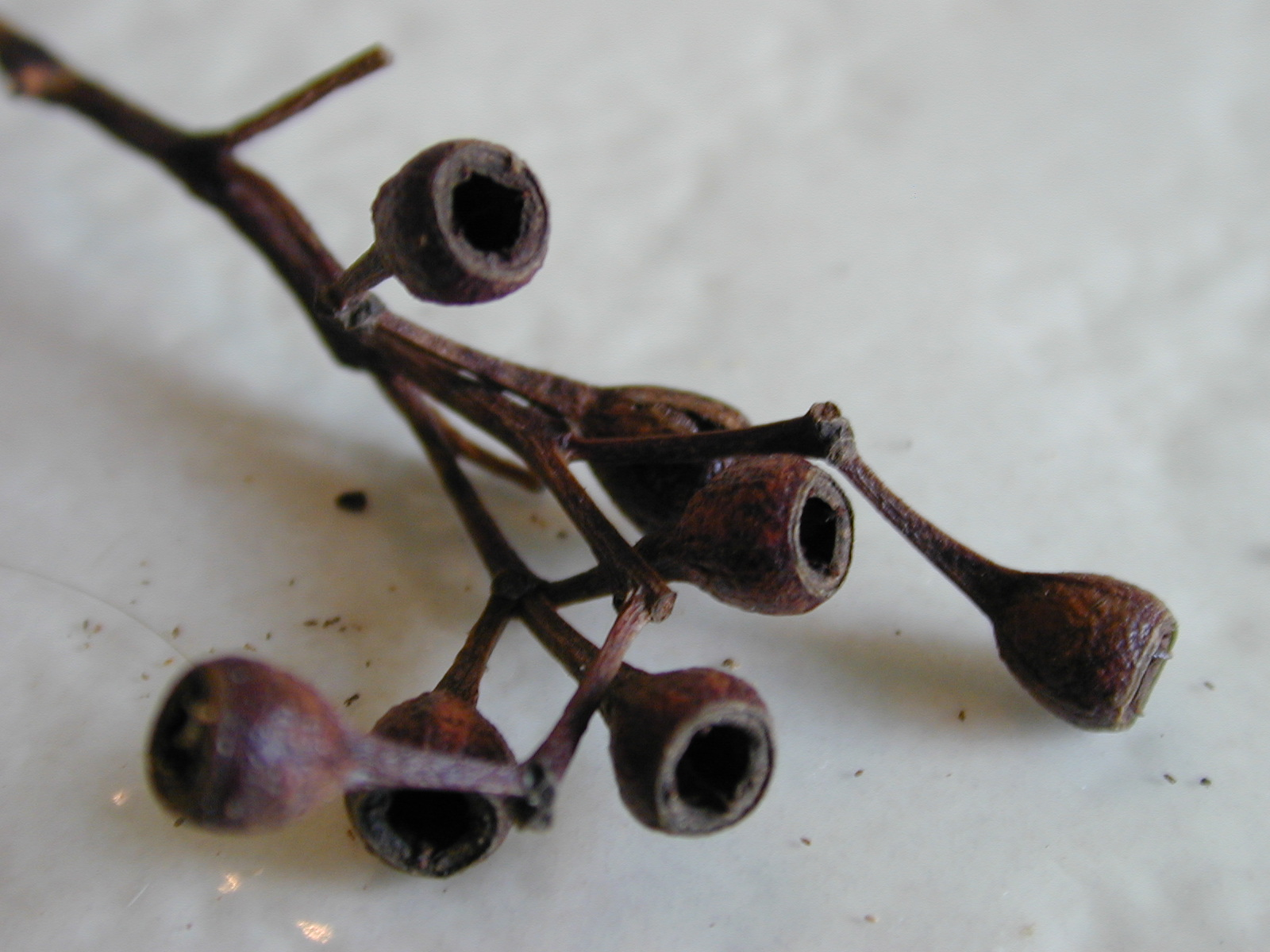
Füchte

### Erscheinungsbild und Blatt
Eucalyptus paniculata wächst als Baum, der Wuchshöhen von bis über 30 Meter erreicht. Der Stammdurchmesser erreicht über 1 Meter. Die Borke verbleibt am gesamten Baum, ist grau-schwarz und längs geschrundet. Die Rinde der kleinen Zweige ist grün. Im Mark der jungen Zweige können Öldrüsen vorhanden sein, in der Borke nicht.
Bei Eucalyptus paniculata liegt Heterophyllie vor. Die Laubblätter sind stets in Blattstiel und Blattspreite gegliedert. Die auf Ober- und Unterseite verschiedenfarbig grünen Blattspreiten an Sämlingen sind bei einer Länge von 4 bis 8 cm und einer Breite von 3 bis 5,5 cm eiförmig. An jungen Exemplaren ist die auf Ober- und Unterseite verschiedenfarbig glänzend bis matt grüne Blattspreite bei einer Länge von 8 bis 16 cm und einer Breite von 3,3 bis 6 cm eiförmig bis breit-lanzettlich. An mittelalten Exemplaren ist die glänzend bis matt grüne Blattspreite bei einer Länge von 10 bis 19 cm und einer Breite von 2,4 bis 4,3 cm lanzettlich bis breit-lanzettlich oder eiförmig, gerade und ganzrandig. Die Blattstiele an erwachsenen Exemplaren sind bei einer Länge von 13 bis 22 mm schmal abgeflacht oder kanalförmig. Die auf Ober- und Unterseite verschiedenfarbig seidenmatt grünen Blattspreiten an erwachsenen Exemplaren sind bei einer Länge von 8 bis 15 cm und einer Breite von 1,2 bis 3 cm breit-lanzettlich bis lanzettlich, relativ dick, sichelförmig gebogen, verjüngen sich zur Spreitenbasis hin und das obere Ende kann spitz oder stumpf sein. Die erhabenen Seitennerven gehen in mittleren Abständen in einem spitzen Winkel vom Mittelnerv ab. Die Keimblätter (Kotyledone) sind verkehrt-nierenförmig.

### Blütenstand und Blüte
End- oder seitenständig an einem bei einer Länge von 6 bis 15 mm und einem Durchmesser von bis zu 3 mm im Querschnitt schmal abgeflachten oder kantigen Blütenstandsschaft stehen in zusammengesetzten Gesamtblütenständen etwa siebenblütige Teilblütenstände. Die Blütenstiele sind bei einer Länge von 2 bis 10 mm stielrund oder kantig. Die Blütenknospen sind bei einer Länge von 7 bis 9 mm und einem Durchmesser von 3 bis 5 mm ei- oder kurz spindelförmig und nicht blaugrün bemehlt oder bereift. Die Kelchblätter bilden eine Kalyptra, die früh abfällt. Die glatte Kalyptra ist konisch oder halbkugelig, kürzer als oder so lang wie der glatte Blütenbecher (Hypanthium) und schmäler als dieser. Die Blüten sind weiß oder cremeweiß. Die Blütezeit reicht von Mai bis Februar. Die äußeren, der vielen Staubblätter sind steril.

### Frucht und Samen
Die gestielte Kapselfrucht ist bei einer Länge von 6 bis 9 mm und einem Durchmesser von 3 bis 5 mm konisch, verkehrt-konisch, halbkugelig, ei- oder birnenförmig, fein gerippt und vier- bis fünffächrig. Der Diskus ist eingedrückt oder flach, die Fruchtfächer sind eingeschlossen oder auf der Höhe des Randes.
Die braunen Samen sind eiförmig und leicht abgeflacht. Das Hilum sitzt mittig.

## Vorkommen
Das natürliche Verbreitungsgebiet von Eucalyptus paniculata ist der nördliche und mittlere Küstenabschnitt von New South Wales, von Narooma bis Coffs Harbour.
Eucalyptus paniculata wächst örtlich häufig in feuchten Wäldern auf tieferen, sehr fruchtbaren Böden.

## Taxonomie
Die Erstveröffentlichung von Eucalyptus paniculata erfolgte 1797 durch James Edward Smith unter dem Titel Botanical Characters of Some Plants of the Natural Order of Myrti in Transactions of the Linnean Society of London, Volume 3, S. 287. Das Typusmaterial weist die Beschriftung „My specimens were gathered at Port Jackson by Mr David Burton, and I received them from Sir Joseph Bank’s herbarium“ auf. Synonyme für Eucalyptus paniculata Sm. sind Eucalyptus fergusonii R.T.Baker subsp. fergusonii, Eucalyptus nanglei R.T.Baker und Eucalyptus paniculata subsp. matutina L.A.S.Johnson & K.D.Hill. Das Artepitheton paniculata ist vom lateinischen Wort paniculatus für rispig abgeleitet und bezieht sich auf den Blütenstand.

## Nutzung

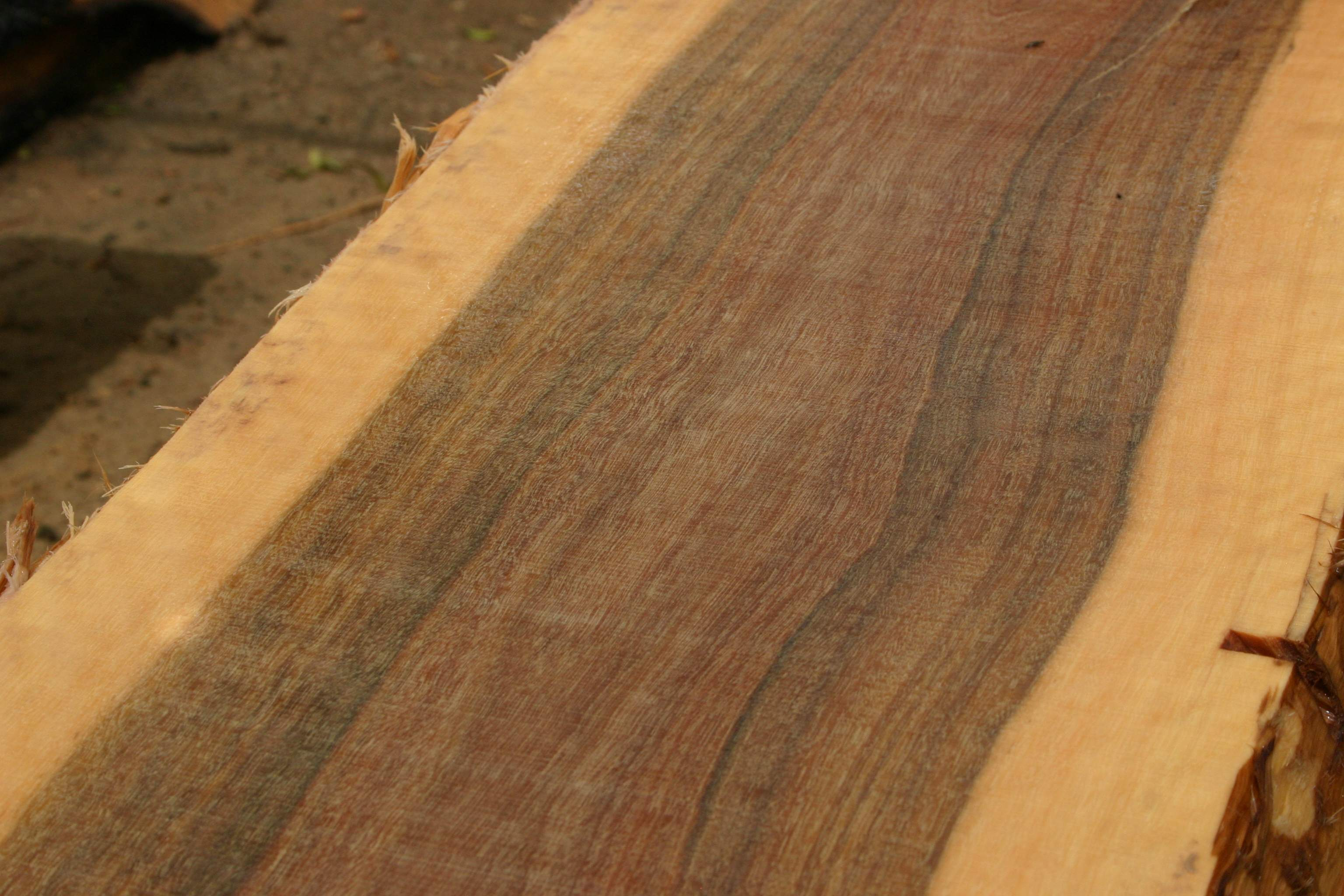
Holz

Das Kernholz von Eucalyptus paniculata ist braun oder rotbraun, beständig und besitzt frisch ein spezifisches Gewicht von 1000 bis 1185 kg/m³. Das Holz von Eucalyptus paniculata wird als schweres Bauholz zur Herstellung von Pfählen, Eisenbahnschwellen, Querstreben und schweren Böden eingesetzt.